# Traversée de Genève à la nage
Ne doit pas être confondu avec Coupe de Noël (Genève).
La Traversée de Genève à la nage, ou Traversée internationale de Genève à la nage, est une course de nage en eau libre dans la rade de Genève et le Rhône. Elle a lieu pour la première fois en 1916. 

## Course
La course se déroule sur un parcours d'environ 1 800 m. Au départ des Bains des Pâquis dans la rade de Genève, après être passé sous le pont du Mont-Blanc et le pont des Bergues, le parcours emprunte le bras gauche du Rhône pour rejoindre l'arrivée aux grilles des Forces Motrices — l'usine de la Coulouvrenière construite dans le lit du Rhône — en passant sous les ponts de l'Île et le pont de la coulouvrenière. La course est organisée par le Club des Nageurs. La compétition est divisée en plusieurs catégories individuelles et une catégorie interclub. Elle est dotée d'un challenge Kellermuller pour les interclubs et d'un challenge individuel Michelin,.

## Histoire
L'événement est gratuit pour les spectateurs. Il attire un public nombreux qui suit la course en se précipitant sur les quais afin de rejoindre les ponts pour « voir de haut quelques péripéties de la lutte entre concurrents ». La participation reste néanmoins limitée quelques dizaines de concurrents. Lors de la deuxième édition un record est établi par Demiéville, champion suisse de fond, avec un temps de 10 minutes et 30 secondes. Lors de l'édition de 1935, la cinquième, le Lausannois R.Zirilli remporte le challenge individuel Michelin— une coupe en argent d'une valeur de 300 francs suisses de l'époque — pour avoir gagné consécutivement trois éditions de la course. 
D'autres compétitions de nage libre en milieu urbain ont existé en Suisse romande comme la traversée d'Yverdon à la nage et la traversée de Montreux à la nage. Des démonstrations sportives et des animations sont organisées en marge de la coures. L'aspect ludique n'est pas en reste avec des traversées humoristiques déguisées, concept qui sera repris par la Coupe de Noël. La course est organisée régulièrement jusqu'en 1968. 

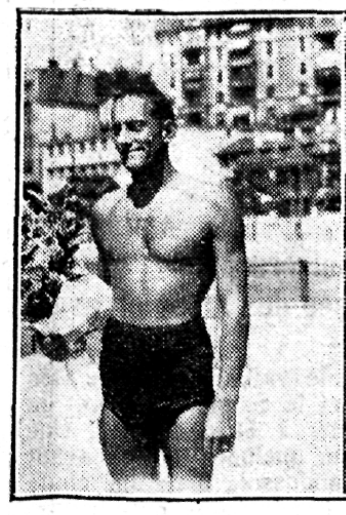
R. Zirilli, triple vainqueur de la Traversée de Genève à la Nage, remporte le challenge individuel Michelin en 1935

### Éditions
- 1916[10] (ou 1913[11]) Première édition.
- 1917, dimanche 5 août, l'arrivée de la course pimentée par une série de plongeons exécutés depuis le pont de la Coulouvrenière, une véritable fête est organisée l'après-midi avec des compétitions de natation et water-polo, ainsi que du « pantomime nautique »[12].
- 1918 Victoire de Demiéville qui établit un premier record.
- 1925 Victoire d'Ernest Boulenaz[13].
- 1926 Victoire de Vessaz[14].
- 1927 On dénombre 55 participants.
- 1928 La course a lieu le samedi 12 août[14]. Une traversée humoristique est organisée par le club des nageurs, suivie d'une fête destinée à collecter des fonds pour une tentative de traversée de la Manche[15].
- 1930, 17 août[16], 80 participants[17].
- 1931, 31 participants, victoire d'Ernest Boulenaz[18].
- 1932 traversée humoristique[19].
- 1935 cinquième édition (?)[20] 39 participants
- 1936, 6 septembre, victoire de Turin catégorie pupilles, Bouria seniors, Mmle Rychen dames, Doria vétérans, von Kaenel vétérans, Laubli juniors[21].
- 1937 Victoire de Doria dans la catégorie vétérans, Laubli seniors, Mmel Grau dames, Berlie pupilles, Gisclon juniors[22].
- 1938 Reine Poujoulat gagne la catégorie Dames et remporte le challenge Rychen[23].
- 1939 Organisée le 3 septembre[24], la traversée est remportée par Ruffin dans la catégorie Senior, Trosselli Vétéran, Mmes Vergano et Ruesch Dames, Petterson Junior, Prahin Pupille[25].
- 1957 Victoire du Sédunois Roger Dürig, Suriot catégorie dame, Boulet junior, Jeanne Murith junior dame[26],[27]
- 1960 Le Zurichois P.Bonhoff en 14'' 44'6 devance le genevois M.Altziebler 15''07'5[28]
- 1965 La course a lieu le 27 juin, elle est organisée par l'union ouvrière de natation[24].